# Taczanowskia
Taczanowskia es un género de arañas araneomorfas de la familia Araneidae, descrito por Eugen von Keyserling en 1879. A diferencia de otros miembros de la familia Araneidae, las arañas del género Taczanowskia no construyen telarañas y son cazadoras furtivas, engañando a sus presas al producir feromonas sexuales que atraen a machos de polillas, capturando a sus presas usando un par de garras agrandadas en la punta de sus patas anteriores.
Estas arañas se encuentran distribuidas en Centroamérica (con una especie conocida en México) y Sudamérica. 

## Lista de especies
A diciembre de 2021, Taczanowskia contiene seis especies que habitan en América del Sur y México:
- Taczanowskia gustavoi Ibarra-Núñez, 2013 – México[7]
- Taczanowskia mirabilis Simon, 1897 – Bolivia, Brasil
- Taczanowskia onowoka Jordán, Domínguez-Trujillo, & Cisneros-Heredia, 2021 – Ecuador[8]
- Taczanowskia sextuberculata Keyserling, 1892 – Colombia, Brasil
- Taczanowskia striata Keyserling, 1879 (Especie Tipo) – Perú, Brasil, Argentina
- Taczanowskia trilobata Simon, 1897 – Brasil